# Tai Ding
Tài Dīng († um 1741 v. Chr.) (chinesisch 太丁) oder Dà Dīng (chinesisch 大丁) war Cheng Tangs Kronprinz, sein ältester Sohn, und vielleicht der zweite König der Shang-Dynastie. Sein Geburtsname war Yǐ Diē (以跌). die Quellen sind sich uneinig darüber, ob er tatsächlich die Nachfolge seines Vaters als König der Shang-Dynastie von China antrat oder nicht.

## Leben
In den Aufzeichnungen des Großen Historikers wird er von Sima Qian als früh verstorben bezeichnet, ohne die Nachfolge seines Vaters König Tang angetreten zu haben. Er erhielt posthum den Namen Tai Ding (chinesisch: 太丁) und der Thron ging an seinen jüngeren Bruder Wai Bing und später an seinen eigenen Sohn Tai Jia über.
Inschriften auf Orakelknochen, die in Yinxu ausgegraben wurden, berichten, dass er der zweite Shang-König war, der den posthumen Namen Da Ding (chinesisch: 大丁) erhielt und von seinen Söhnen Da Jia (Tai Jia) und Bu Bing (Wai Bing) abgelöst wurde. Auf diesen Orakelknochen gibt es weiterhin viele Weissagungsaufzeichnungen betreffs seiner Aktivitäten, anhand deren die Historiker annehmen, dass er für Cheng Tang militärische Operationen leitete.